# Camerota
Camerota is een gemeente in de Italiaanse provincie Salerno (regio Campanië) en telt 7198 inwoners (31-12-2004). De oppervlakte bedraagt 70,8 km², de bevolkingsdichtheid is 101 inwoners per km².

## Geografie
De gemeente ligt op ongeveer 322 m boven zeeniveau.
Camerota grenst aan de volgende gemeenten: Centola, Celle di Bulgheria, Roccagloriosa, San Giovanni a Piro.
De volgende frazioni maken deel uit van de gemeente: Lentiscosa, Licusati, Marina di Camerota.

## Demografie
Camerota telt ongeveer 2406 huishoudens. Het aantal inwoners daalde in de periode 1991-2001 met 6,5% volgens cijfers uit de tienjaarlijkse volkstellingen van ISTAT.
| Jaar | Inwoneraantal |
| ---- | ------------- |
| 1991 | 7322          |
| 2001 | 6846          |

## Externe link

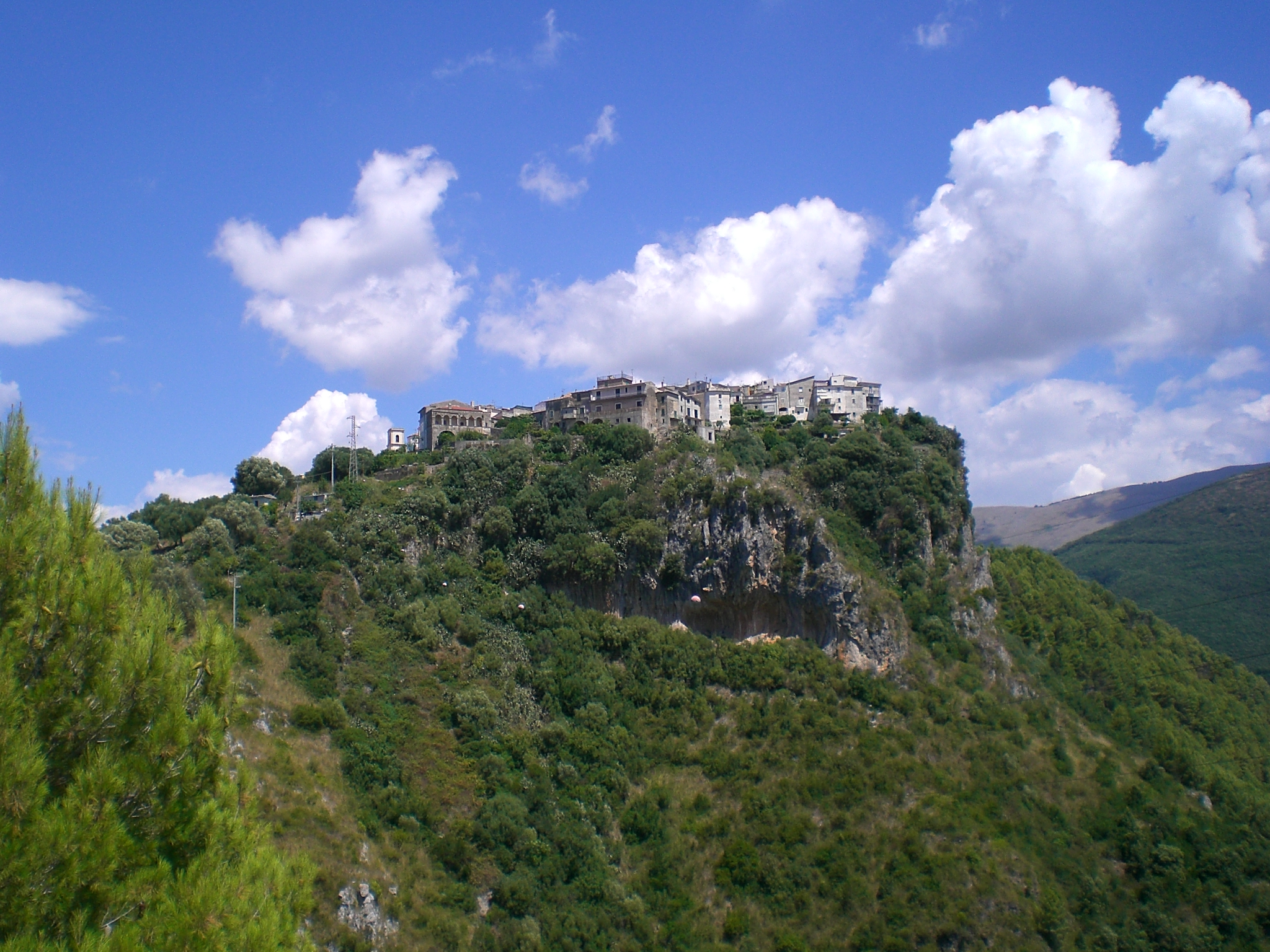
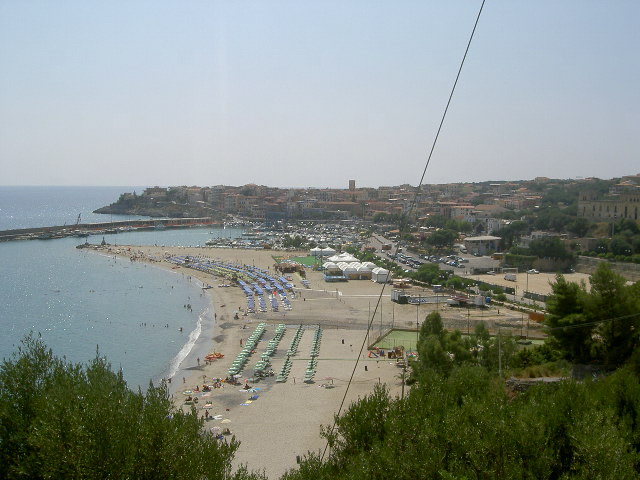